# Alexa von Porembsky

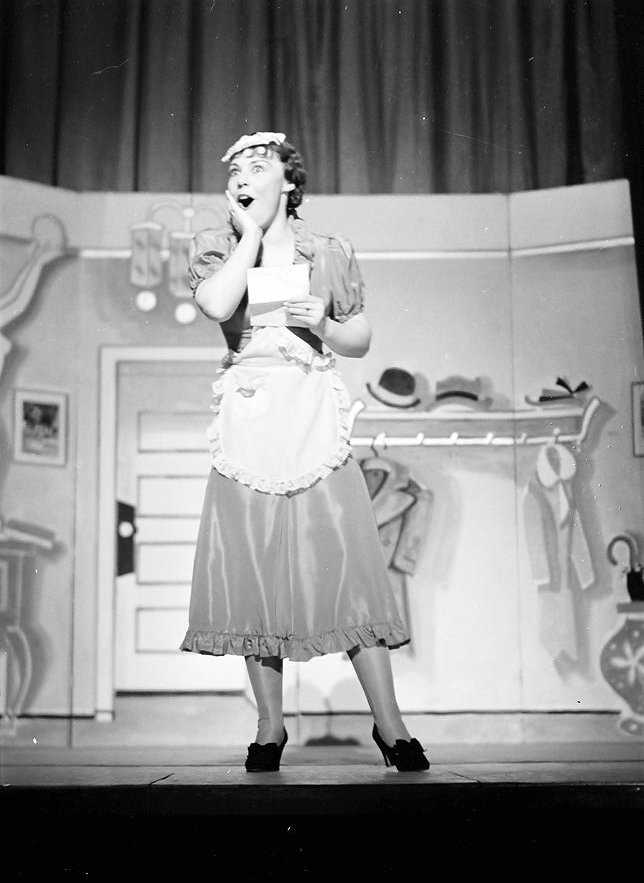
Alexa von Porembsky im Kabarett der Komiker, 1936

Alexa von Porembsky, auch Alexa von Poremsky (* 5. Juni 1906 in Ödenburg; † 18. August 1981 in West-Berlin) war eine ungarischstämmige deutsche Schauspielerin.

## Leben
Sie nahm Schauspielunterricht bei Gertrud Eysoldt und gab ihr Bühnendebüt 1925 als Köhlerjunge in einer Aufführung von Das Käthchen von Heilbronn am Deutschen Theater in Berlin. Sie tanzte bei den Revuen Erik Charells und sang Chansons von Rudolf Nelson und Victor Hollaender. Für den Jugendstilkünstler Emil Orlik posierte sie als Aktmodell.
Von 1933 bis 1944 gehörte sie zum Ensemble der Volksbühne. Seit 1928 kam sie auch beim Film zum Einsatz. In Nebenrollen spielte sie Dienstmädchen, Marktfrauen, Sekretärinnen und Nachbarinnen.
Nach dem Krieg agierte Alexa von Porembsky am Hebbel-Theater, ab 1950 am Renaissance-Theater und arbeitete auch als Synchronsprecherin. So lieh sie in dem Zeichentrickfilm Cinderella (1950) der Figur Anastasia ihre Stimme. Ihren letzten größeren Auftritt hatte sie 1978 mit über 70 Jahren in der Fernsehserie Heiter bis wolkig. 1981 trat sie in der Fernsehserie Der Fall Maurizius in drei Folgen als Köchin auf.
Sie war die Mutter der Schauspielerin Nina von Porembsky.

## Filmografie (Auswahl)
- 1928: Leontines Ehemänner
- 1929: Frau im Mond
- 1928: Ein Tag Film
- 1931: Der Weg nach Rio
- 1931: Zimmer 12a
- 1932: Der Orlow
- 1932: Fasse dich kurz
- 1932: Fräulein – falsch verbunden
- 1932: Der Frechdachs
- 1932: Der Frauendiplomat
- 1933: Was gibt’s Neues heut?
- 1933: Die verlorene Melodie
- 1934: Heinz im Mond
- 1935: Der Kosak und die Nachtigall
- 1935: Der Außenseiter
- 1936: Du bist so schön, Berlinerin
- 1937: Der Mustergatte
- 1938: Die Brillanten der Moranows
- 1938: Scheidungsreise
- 1938: Das Protektionskind
- 1938: Das Mädchen mit dem guten Ruf
- 1938: Frauenliebe – Frauenleid
- 1939: Der Florentiner Hut
- 1939: Salonwagen E 417
- 1943: Leichtes Blut
- 1943: Ich vertraue Dir meine Frau an
- 1944/49: Wie sagen wir es unseren Kindern?
- 1944/49: Ruf an das Gewissen
- 1944/49: Der Posaunist
- 1949: Man spielt nicht mit der Liebe
- 1950: Taxi-Kitty
- 1950: Wenn Männer schwindeln
- 1950: Es begann um Mitternacht
- 1951: Es geht nicht ohne Gisela
- 1952: Am Brunnen vor dem Tore
- 1953: Der keusche Josef
- 1953: Briefträger Müller
- 1954: Rittmeister Wronski
- 1954: Roman eines Frauenarztes
- 1954: Oberarzt Dr. Solm
- 1954: König Drosselbart
- 1954: Der Froschkönig
- 1954: Die sieben Kleider der Katrin
- 1955: Dornröschen
- 1955: Ich war ein häßliches Mädchen
- 1955: Du mein stilles Tal
- 1955: Das Sandmännchen
- 1955: Die Drei von der Tankstelle
- 1955: Alibi
- 1956: Frucht ohne Liebe
- 1956: Musikparade
- 1956: Das Sonntagskind
- 1956: Schwarzwaldmelodie
- 1956: Was die Schwalbe sang
- 1956: Stresemann
- 1957: Wie ein Sturmwind
- 1957: Ferien auf Immenhof
- 1957: Aufruhr im Schlaraffenland
- 1957: Wenn Frauen schwindeln
- 1958: Das verbotene Paradies
- 1958: Das gab’s nur einmal
- 1958: Kleine Leute mal ganz groß
- 1959: Bezaubernde Arabella
- 1959: Unser Wunderland bei Nacht
- 1960: Der letzte Zeuge
- 1961: Via Mala
- 1961: Zu jung für die Liebe?
- 1962: Kohlhiesels Töchter
- 1964: Sie schreiben mit – Ein schwarzer Tag (Fernsehserie)
- 1968: Ein ehrenwerter Herr
- 1978: Heiter bis wolkig (Fernsehserie)
- 1981: Der Fall Maurizius (Fernsehserie)

## Hörspiele
- 1949: Arkadij T. Avercenko: Man kann doch nicht auf der Treppe übernachten! – Regie: Karl Metzner (RIAS Berlin)
- 1956: Samuel Spewack, Bella Spewack, Cole Porter: Küss mich, Kätchen! (Theatermitschnitt) (Hattie, Garderobiere) – Vorlage: Kiss me, Kate! (Musical), Übersetzung: Günter Neumann Komposition: Cole Porter, Regie: Leonard Steckel (RIAS Berlin)